# Siedlice (powiat łobeski)
Siedlice (niem.: Zeitlitz) – wieś sołecka w Polsce, położona w województwie zachodniopomorskim, w powiecie łobeskim, w gminie Radowo Małe.
W latach 1975–1998 wieś należała administracyjnie do województwa szczecińskiego.

## Integralne części wsi
| SIMC    | Nazwa   | Rodzaj     |
| ------- | ------- | ---------- |
| 0782310 | Sułkowo | przysiółek |

## Historia
Wieś tę w spadku po rodzicach (Otto von Borck i Anna zd. von Schwiecheld) w roku 1568 otrzymała Sydonia von Borck. W latach 1818–1945 miejscowość administracyjnie należała do Landkreis Regenwalde (Powiat Resko) z siedzibą do roku 1860 w Resku, a następnie w Łobzie. W latach 1975–1998 miejscowość należała do województwa szczecińskiego. Na przedwojennych polskich mapach taktycznych wieś nosiła nazwę Siedlucice.
Dworek z oficyną, cmentarz przykościelny, cmentarz za wsią, znaczna część przedwojennej zabudowy mieszkalnej i gospodarczej (np. gorzelnia) oraz linia wąskotorowa zostały rozebrane, zdewastowane lub zlikwidowane.

## Atrakcje
We wsi znajduje się wpisany do rejestru zabytków zabytkowy kościół z dobrze zachowanymi witrażami (Kl.V.0/5/58), oraz zabytkowy park dworski (Kl.I.5340/22/79). Kościół pod wezwaniem Niepokalanego Poczęcia NMP zbudowany został w XVIII w. (rok 1743 lub 1793) i jest to świątynia o konstrukcji ryglowej z drewna bukowego na rzucie prostokąta, z 5-bocznie zamkniętym prezbiterium, z dwukondygnacyjną wieżą włączoną częściowo w korpus nawy, z barokowym hełmem wieży zwieńczonym sterczyną, z kulą i krzyżem. W kościele jest ołtarz w formie tryptyku z figurą Matki Bożej z Dzieciątkiem w centrum i figurami świętych po bokach, 2 witraże z postaciami Świętych Apostołów Piotra i Pawła, XIX w. ambona w kształcie kielicha oraz wzdłuż płd.-zach. ściany szczytowej przy części ścian długich, drewniana empora, wsparta na 4 słupach. Na inną datę budowy starszego kościoła w Siedlicach może wskazywać dzwon z 1664 r., ufundowany przez Konrada von Goltze, rodzinę Borków, pastora, oraz sołtysa wsi.
Na początku XXI wieku filialny kościół w Siedlicach został odrestaurowany z inicjatywy Bronisława Jałowca, proboszcza z Mieszewa oraz miejscowego komitetu społecznego.
Park dworski powstał w drugiej połowie XIX w. (około 1874 r.) początkowo o powierzchni 14,24 morgi (1 morga pruska duża to około 0,6 ha), a obecnie zajmuje powierzchnię 3,50 ha. Park miał charakter krajobrazowy z dużym stawem i szpalerem głogowym.
W siedlickim parku znajduje się głaz narzutowy „Maćkowe łoże” o obwodzie 16 m z którym związane są i legendy co do pogańskiego jego przeznaczenia i historia rodu Borków.

## Kalendarium
- 1568 Umiera mieszkający w Strzmielach (zw. „Wilczym Gniazdem”) Otto von Borck, dotychczasowy właściciel Siedlic.
- 1568 Wieś w spadku po rodzicach otrzymuje słynna Sydonia von Borck[5].
- 1597 Ulrich von Borcke (brat Sydonii – właściciel Łagiewnik) przekazuje dobra w Siedlicach na rzecz syna Ottona, który dzieli wieś na dwie części. Ulrich umiera w roku 1603[11].
- Do XVII w. Siedlce stanowiły lenno von Borcke[12].
- 1607 Otto von Borck nie wykupuje zastawionej wsi i tym sposobem wieś staje się własnością Josta von Borck.
- 1664 Obok majątku istniała wieś z sołtysem[11][13].
- 1664 Właścicielem majątku był Konrad von Goltze[12].
- 1664 Dzwon do kościoła funduje Konrad von Goltze, ród Borków, pastor i sołtys[11][13].
- XVII w. Siedlice były w posiadaniu rodzin von Borck, von Goltze i von Wedel.
- XVII Siedlice były kościołem filialnym parafii w Strzmielu[13].
- 1723 Tajny radca dworu Johann Jacob von Wendelm wykupił cały majątek[12][14].
- 1731 Siedlice kupił Georg Heinrich von Petersen[11][12][13].
- 1743 Johann Weichbrodt był pastorem i właścicielem wsi[11][13].
- 1772 Gottfried Brahz wydzierżawia majątek na 80 lat[11][13].
- 1793 Zbudowano kościół ryglowy[13].
- 1795 Gottfried Brahz przekazuje majątek swojemu siostrzeńcowi Christianowi Gottfriedowi Wille[11][13].
- 1818-1945 Siedlice były w powiecie Regenwalde (Resko)[13].
- I połowa XIX w. Zbudowano oficynę przy dworku (II kondygnacje). Rozebrana w 1998 r.
- 1852 Rodziny Wille i Brahz sprzedają Siedlice Klausowi von der Decken z Królestwa Hanoweru, który jako cudzoziemiec otrzymał specjalne zezwolenie od króla Wilhelma I na posiadanie ziemi w Królestwie Pruskim[11][13].
- 1870 Siedlice liczą około 366 mieszkańców[11][13].
- 1870 Gospodarstwo kościelne w Siedlicach miało 23 morgi i nowy dom zakrystiana[11].
- 1874 We wsi obok majątku było 11 pewnych gospodarstw chłopskich o łącznej powierzchni 1087 mórg z których utrzymywało się 27 rodzin. Było w gospodarstwach chłopskich 18 budynków mieszkalnych i 1 przemysłowy. W majątku było 15 budynków mieszkalnych[11][13].
- 1874 Pierwsza wzmianka o dworku i parku[12].
- 1874 Folwarki w Siedlicach i w Sułkowie należały do Klausa von der Decken i liczyły one razem 3234 morgi, oraz 37 lub 38 sztuk bydła i 2304 owce[11].
- 1874 We wsi istniała szkoła mająca własne gospodarstwo (9,47 morgi) do której uczęszcza 65 dzieci[11][13].
- 1884 Zbudowano gorzelnię[13].
- 1888 Właścicielem Siedlic był Hans von Diest.
- 1892 W folwarku należącym do rodziny von Diest funkcjonował gorzelnia, krochmalnia i mleczarnia, oraz 45 koni, 194 rogacizny, 188 trzody chlewnej. Areał to 727 hektarów[13].
- 1896 Zbudowano linię kolei wąskotorowej przez Siedlice (odcinek Dobra-Łobez).
- początek XX w. Zbudowano nową szkołę i założono nowy cmentarz otoczony kamiennym murem ze szpalerem świerkowym[11][13].
- 1908 Siedlice liczą około 275 mieszkańców w tym 141 związanych z majątkiem[11].
- 1925 Siedlice liczą 509 mieszkańców w tym 274 mężczyzn (53,8%)i 235 kobiet (46,2%)z tego 503 osoby to protestanci (98,8%), 6 osób to katolicy (1,2%)[13].
- 1928 Folwark należał do Hansa von Diest i liczył on 896 (898) ha[12]. Posiada hodowlę koni pełnej krwi, gorzelnię i krochmalnię[13].
- 1932 Siedlice liczą około 509 mieszkańców. We wsi żyło 91 rodzin mieszkających w 54 budynkach mieszkalnych[11][13].
- 1933 Siedlice liczą 471 mieszkańców[15].
- 1938 Siedlice liczą 668 mieszkańców i 104 mieszkania.
- 1939 Siedlice liczą 443 mieszkańców[15].
- 1945 Pierwsi osadnicy (pionierzy): Korniluk Janina (15.10.1945), Ligęza Michał, Soroka Leon, Dziewiecki Marian, Adamczyk Władysław, Adamczyk Stanisław, Torpiłowski[16].
- 1945-49 Folwark własnością PFZ[13].
- 1946 Kolejni osadnicy: Warsz Antoni, Ziubryniewicz Michał, Krekora Stanisław[16].
- 1946 W Siedlicach powstaje czteroklasowa szkoła podstawowa, której założycielem i pierwszym kierownikiem jest p. Marian Dziewiecki[17][18].
- 1947 Kolejni osadnicy: Szurgot, Dawlud[16].
- 1949–1991 PGR (zakład Kombinatu w Węgorzynie)[12] w Siedlicach powstały na majątku PNZ. Pierwszy kierownik – Tiloch, pierwszy traktorzysta – Bronisław Stachera. Kolejni kierownicy to: Ekwiński, Sel Maksymilian, Masłowski, Obolik, Glin, Kmieć Henryk[16].
- 1960 Powstaje komitet budowy nowej szkoły w Siedlicach[18].
- 1964 Powstaje drużyna harcerska (19 Drużyna Harcerska im. gen. Karola Świerczewskiego) przemianowana następnie na Harcerską Drużynę Pożarniczą[19].
- 1970 Rozebrano całkowicie dworek[11].
- 1971 Otwarcie nowej szkoły w Siedlicach w ramach ogólnopolskiej akcji 1000 szkół na 1000-lecie Państwa Polskiego[17][18].
- 1991 Likwidacja ruchu pasażerskiego koleją wąskotorową.
- 1992 Folwark był własnością AWRSP[13].
- 1995 Likwidacja ruchu towarowego koleją wąskotorową i rozebranie torów kolejowych od Mieszewa do Łobza.
- 1998 Rozebrano oficynę pałacową[11].

## Galeria

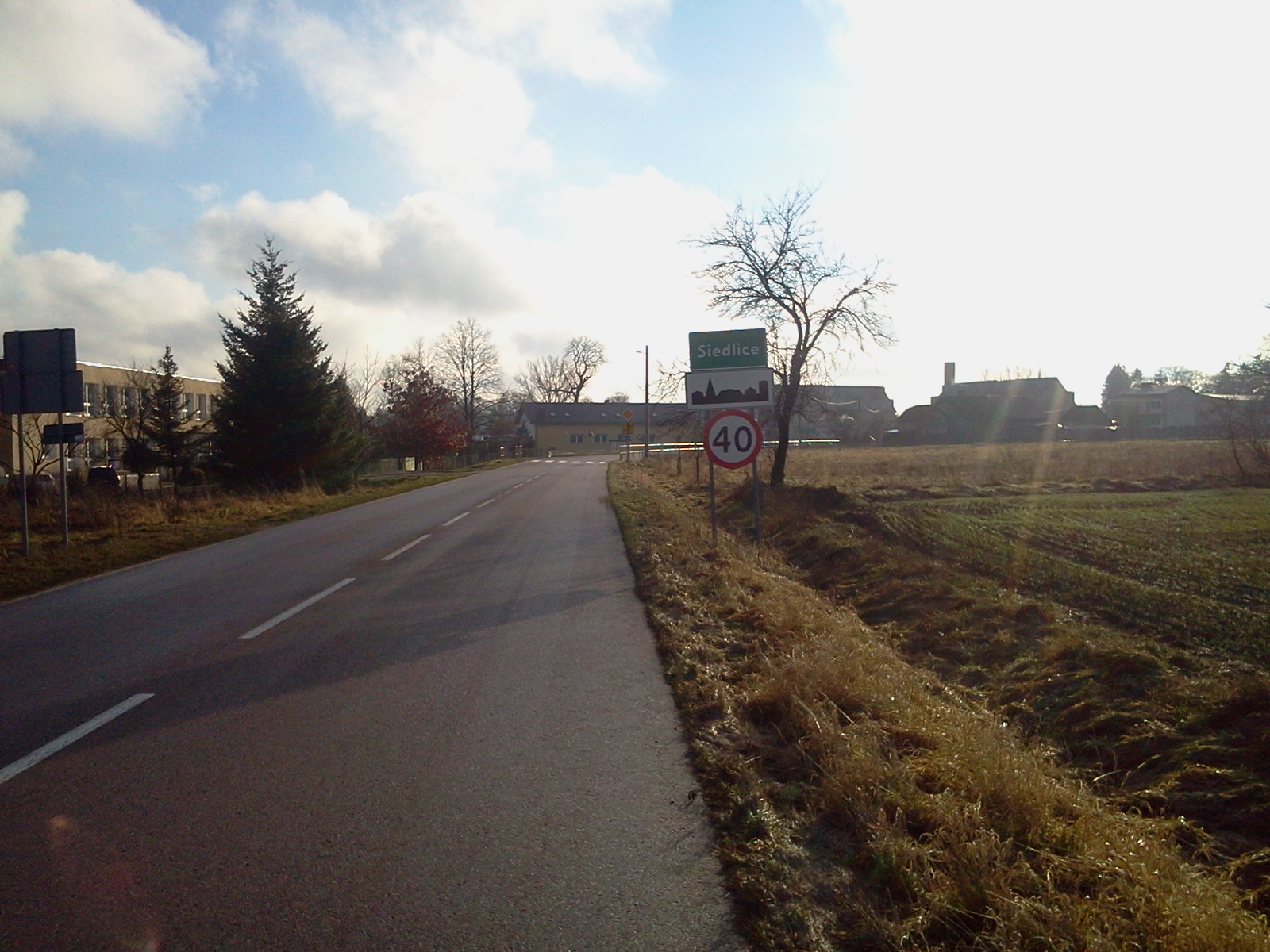
Siedlice – widok od strony Borkowa Wielkiego
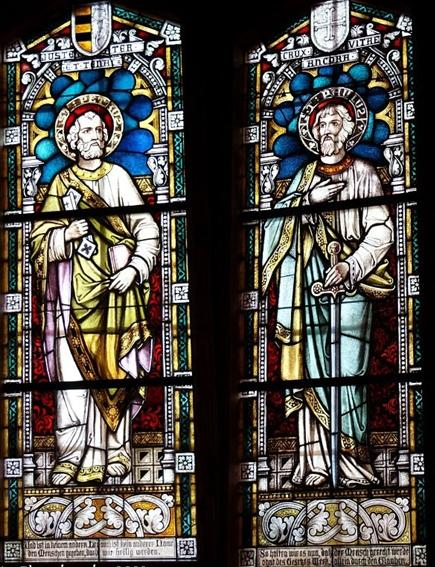
Witraże w Siedlicach po renowacji
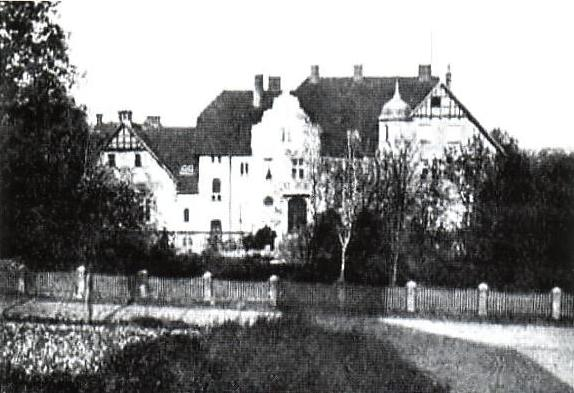
Siedlice – przedwojenny widok dworku i oficyny
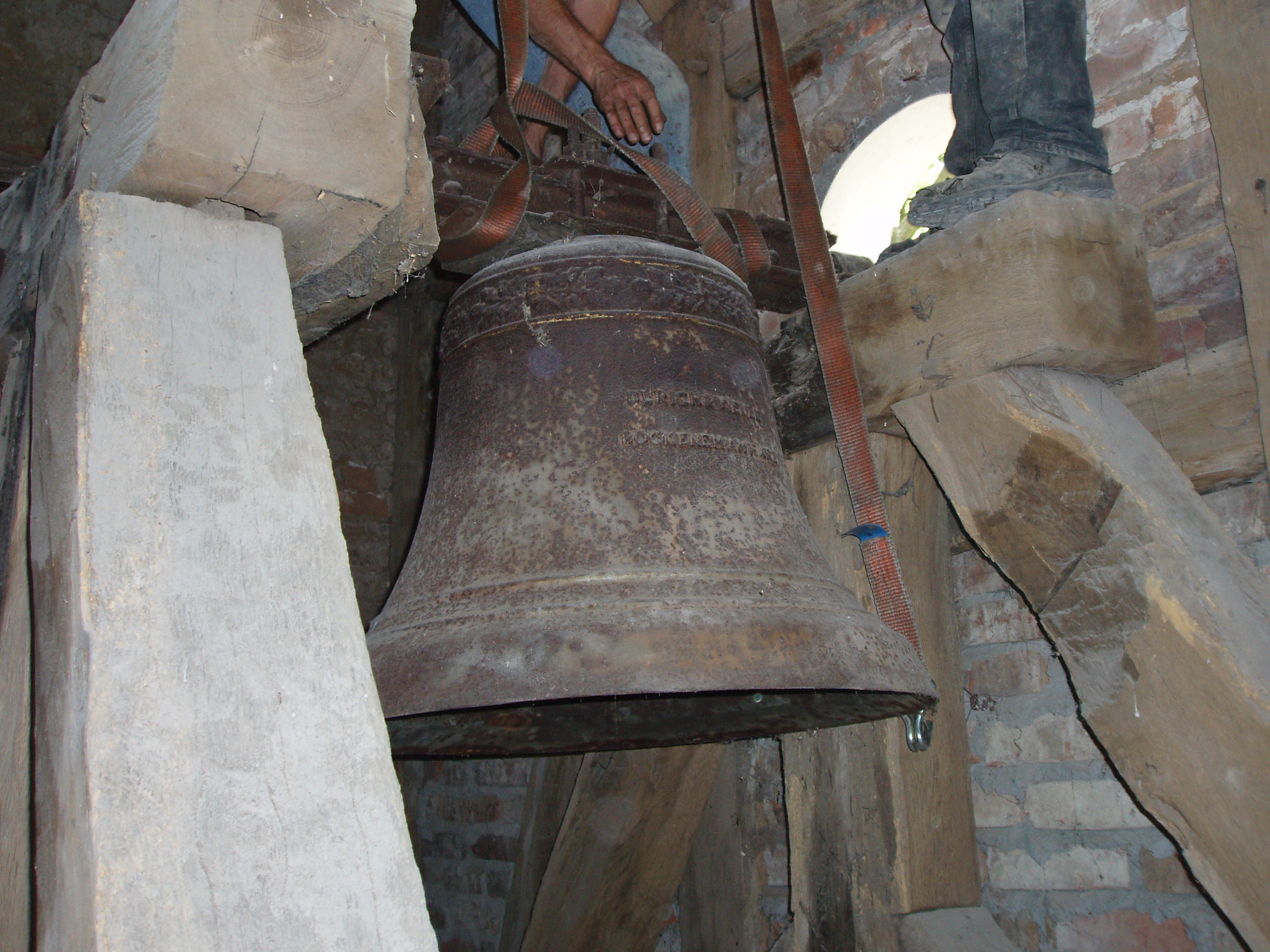
Dzwon kościelny w Siedlicach przed renowacją (rocznik 1926)
Herb gminy projektu Norberta Leśniewicza
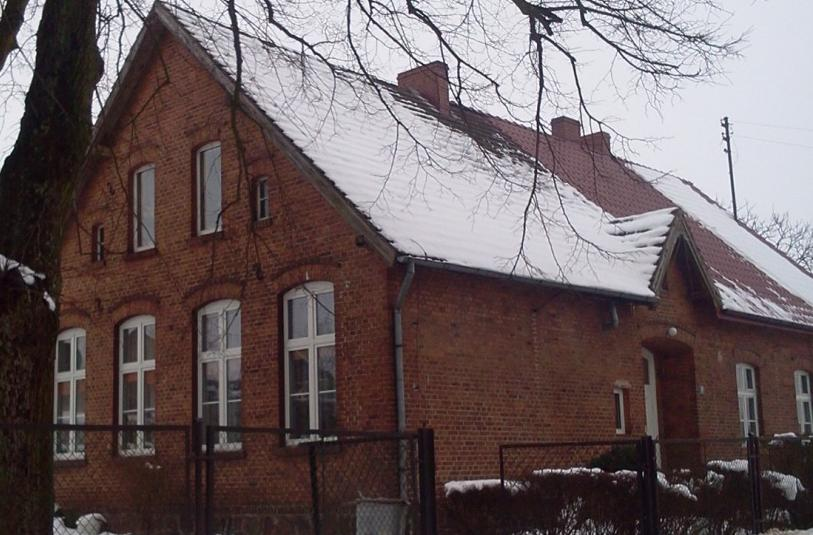
Widok na starą szkołę w Siedlicach
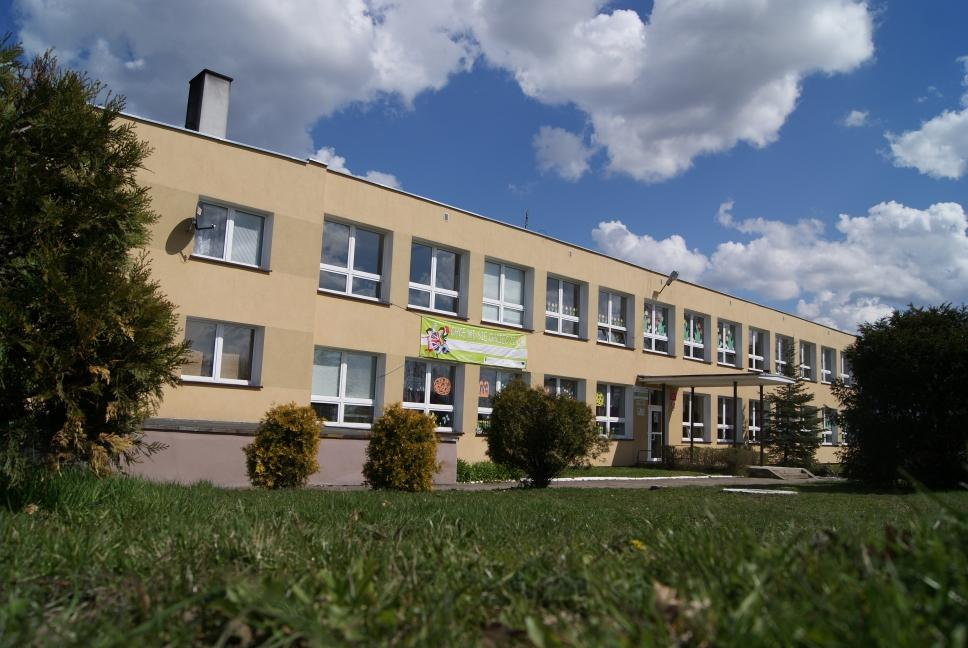
Szkoła Podstawowa w Siedlicach